# L'Assassin menacé
L'Assassin menacé est un tableau peint par René Magritte en 1927. Cette huile sur toile surréaliste représente un homme écoutant de la musique dans une pièce où gît une femme nue décapitée tandis que deux individus armés l'attendent à l'entrée et trois autres le regardent depuis l'extérieur par une fenêtre. Elle est conservée au Museum of Modern Art, à New York.
La structure du tableau reproduit un plan du Fantômas contre Fantômas de Louis Feuillade, dont Magritte était grand amateur.